# Jean-Joseph-Marie-Victoire de Cosnac
Pour les articles homonymes, voir Famille de Cosnac.
Jean-Joseph-Marie-Victoire de Cosnac  (né le 24 mars 1764 au château de Cosnac près de Brive la Gaillarde, mort à Sens le 24 octobre 1843) est un ecclésiastique, qui fut évêque désigné de Noyon en 1817 puis évêque de Meaux de 1819 à 1830 et enfin archevêque de Sens de 1830 à 1843.

## Biographie
Jean-Joseph-Marie-Victoire de Cosnac  est issu d'une illustre famille originaire du Limousin qui au XVIIIe siècle a donné un archevêque d'Aix-en-Provence Gabriel de Cosnac, un évêque de Valence Daniel de Cosnac et un évêque de Die Daniel-Joseph de Cosnac et dans le siècle précédent neuf autres évêques. 
Né dans le diocèse de Tulle, il est le fils de Daniel Joseph de Cosnac, baron de La Guesle et d'Anne de Lostanges. Destiné à l'Église, il est ordonné prêtre en 1787 mais sa carrière est brutalement interrompue par la Révolution française. Il émigre et on le trouve en exil à Mittau aux côtés du futur Louis XVIII. Revenu en France il est nommé curé de Brive la Gaillarde, fonction qu'il occupe jusqu'à la Restauration.
Désigné comme évêque de Noyon, il n'est jamais nommé car le siège n'est pas rétabli comme prévu à l'origine par le Concordat du 11 juin 1817 faute de l'accord des chambres de voter les financements nécessaires. En contrepartie, il est nommé en 1819 évêque de Meaux, confirmé le 27 septembre et consacré en novembre suivant par Jean-Charles de Coucy, l'archevêque de Reims, dans l'église Saint-Roch de Paris. Après dix ans d'épiscopat, en 1830 il est transféré à l'archevêché de Sens et confirmé le 5 juillet. Il a pendant quelques mois pour secrétaire le serviteur de Dieu Louis-Savinien Dupuis avant son départ pour Pondichéry. C'est à Sens qu'il meurt en 1843.

## Armes
D'argent semé de molettes de sable, au lion de sable armé, lampassé et couronné de gueules.